# Pleiospermium longisepalum
Pleiospermium longisepalum är en vinruteväxtart som beskrevs av Walter Tennyson Swingle. Pleiospermium longisepalum ingår i släktet Pleiospermium och familjen vinruteväxter. Inga underarter finns listade i Catalogue of Life.